# Martin Králik
Martin Králik (Prievidza, 13 giugno 1995) è un calciatore slovacco, difensore della Dyn. Č. Budějovice.

## Caratteristiche tecniche
È un difensore centrale.

## Carriera

### Club
Ha giocato nella prima divisione slovacca.

### Nazionale
Ha giocato nelle nazionali giovanili slovacche Under-17, Under-19 ed Under-21.
L'8 gennaio 2017 esordisce nella nazionale maggiore slovacca giocando tutti i novanta minuti dell'amichevole contro l'Uganda persa 3-1.

## Palmarès

### Club

#### Competizioni nazionali
- Campionato slovacco: 1

Žilina: 2016-2017